# Le Cid (opera)
Le Cid è un'opera in quattro atti e dieci quadri di Jules Massenet su libretto francese di Louis Gallet, Édouard Blau e Adolphe d'Ennery. Si basa sull'omonima commedia di Pierre Corneille.

## Storia
Fu eseguita per la prima volta da un cast stellare all'Opéra di Parigi il 30 novembre 1885 alla presenza del Presidente Grévy, con Jean de Reszke nel ruolo di Rodrigue. La messa in scena era diretta da Pedro Gailhard, con costumi disegnati da Comte Lepic e scene di Eugène Carpezat (atto 1), Enrico Robecchi e il suo studente Amable (atto 2), Auguste Alfred Rubé, Philippe Chaperon e i loro studenti Marcel Jambon (atto 3) e Jean-Baptiste Lavastre (atto 4). L'opera fu vista 150 volte nel 1919, ma scivolò via dal repertorio standard e non è stata più rappresentata a Parigi fino al revival del 2015 al Palais Garnier. Mentre Le Cid non fa parte del repertorio operistico standard, la suite del balletto è un popolare concerto e pezzo registrato spesso, che comprende balli provenienti da diverse regioni della Spagna. Fu creato appositamente da Massenet per la prima ballerina Rosita Mauri.
Un'opera su questo soggetto era stata composta da Sacchini, Il Cid, per Londra nel 1783 e dal 1890-92 Debussy lavorò, ma non completò, un'opera Rodrigue et Chimène anch'essa basata su Corneille.

## Storia delle esecuzioni
Première locali si svolsero a Francoforte, Anversa e Vienna nel 1887, seguite da Roma, New Orleans, Ginevra e Milano negli anni seguenti. A New York, la première nel Metropolitan Opera House del 1897 fu ripresa nel 1901 e nel 1902 ed uno spettacolo ridotto in concerto l'8 marzo 1976 alla Carnegie Hall con Plácido Domingo e Grace Bumbry fu successivamente pubblicata come registrazione commerciale.
A Saint-Étienne fu prodotta nel 1979, poi al Festival di Massenet del 1994, direttore Patrick Fournillier con Michele Command e Chris Merritt. Tra le altre produzioni moderne figurano quella del 1981 a San Francisco diretta da Julius Rudel con Carol Neblett e William Lewis, nel 1984 e nel 1993 a Rouen, nel 1999 a Siviglia e una produzione del 2001 alla Washington Opera con Domingo, che fu presentata alla televisione PBS e fu vista a Zurigo nel gennaio 2008. A settembre 2015, l'Odissea Opera ha messo in scena Le Cid per la prima volta a Boston, una versione messa in scena ridotta, diretta da Gil Rose, con il tenore Paul Groves nel ruolo del protagonista.
L'opera è stata presentata in anteprima nel Regno Unito il 24 luglio 2018 dalla Dorset Opera di Bryanston, con Leonardo Capalbo nel ruolo del protagonista, Lee Bisset nei panni di Chimène e Paul Gay nei panni di Don Diègue, direttore Jeremy Carnall.

## Ruoli
| Ruolo | Registro vocale | Cast della prima, 30 novembre 1885 (Direttore: Ernest Altès) |
| --- | --------------- | ------------------------------------------------------------ |
| Chimène | soprano         | Fidès Devriès                                                |
| Rodrigue | tenore          | Jean de Reszke                                               |
| Don Diègue | basso           | Édouard de Reszke                                            |
| Le Roi | basso           | Léon Melchissédec                                            |
| Le comte de Gormas | basso           | Pol Plançon                                                  |
| L'Infante | soprano         | Rosa Bosman                                                  |
| Saint Jacques | baritono        | Lambert                                                      |
| L'envoyé maure | basso-cantante  | Balleroy                                                     |
| Don Arias | tenore          | Girard                                                       |
| Don Alonzo | basso           | Sentein                                                      |
| Coro: Nobili, Signore di corte, Vescovi, Sacerdoti, Monaci, Capitani e soldati, Popolo; Ballerini (per il balletto dell'atto 2). |                 |                                                              |

## Trama

### Atto 1

#### Quadro 1
A Burgos, una sala nel palazzo di Gormas
Al suono di fanfare esterne gli amici del Conte di Gormas raccontano come il re debba fare cavaliere Rodrigue, nonostante la sua giovane età. Gormas desidera essere nominato dal re governatore dell'Infanta. Gormas approva tuttavia il coinvolgimento romantico che sua figlia Chimène ha per Rodrigue. L'Infanta ha confessato a Chimène che anche lei ama Rodrigue, ma poiché non le è permesso di amare un semplice cavaliere, Rodrigue potrebbe procedere a sposare Chimène.

#### Quadro 2
Una galleria nel palazzo reale che conduce ad un ingresso alla cattedrale di Burgos
Con il suono delle campane la gente ringrazia per la vittoria sui Mori. Il re premia subito Rodrigue facendolo cavaliere ("Ô noble lame étincelante") e Rodrigue giura la sua fede a Saint Jacques de Compostelle. Il re nomina Don Diègue governatore dell'Infanta e questo viene considerato oltraggioso dal conte di Gormas e dai suoi amici. Don Diègue gli tende la mano e desidera il matrimonio di suo figlio e Chimène, ma il conte lo insulta, lo colpisce e lo disarma. Maledicendo la perdita di forza e la vecchiaia, Don Diègue chiede a suo figlio di vendicare il suo onore. Rodrigue si lamenta del suo destino e della perdita della sua felicità, quando scopre che lo sfidante è il padre della sua amata.

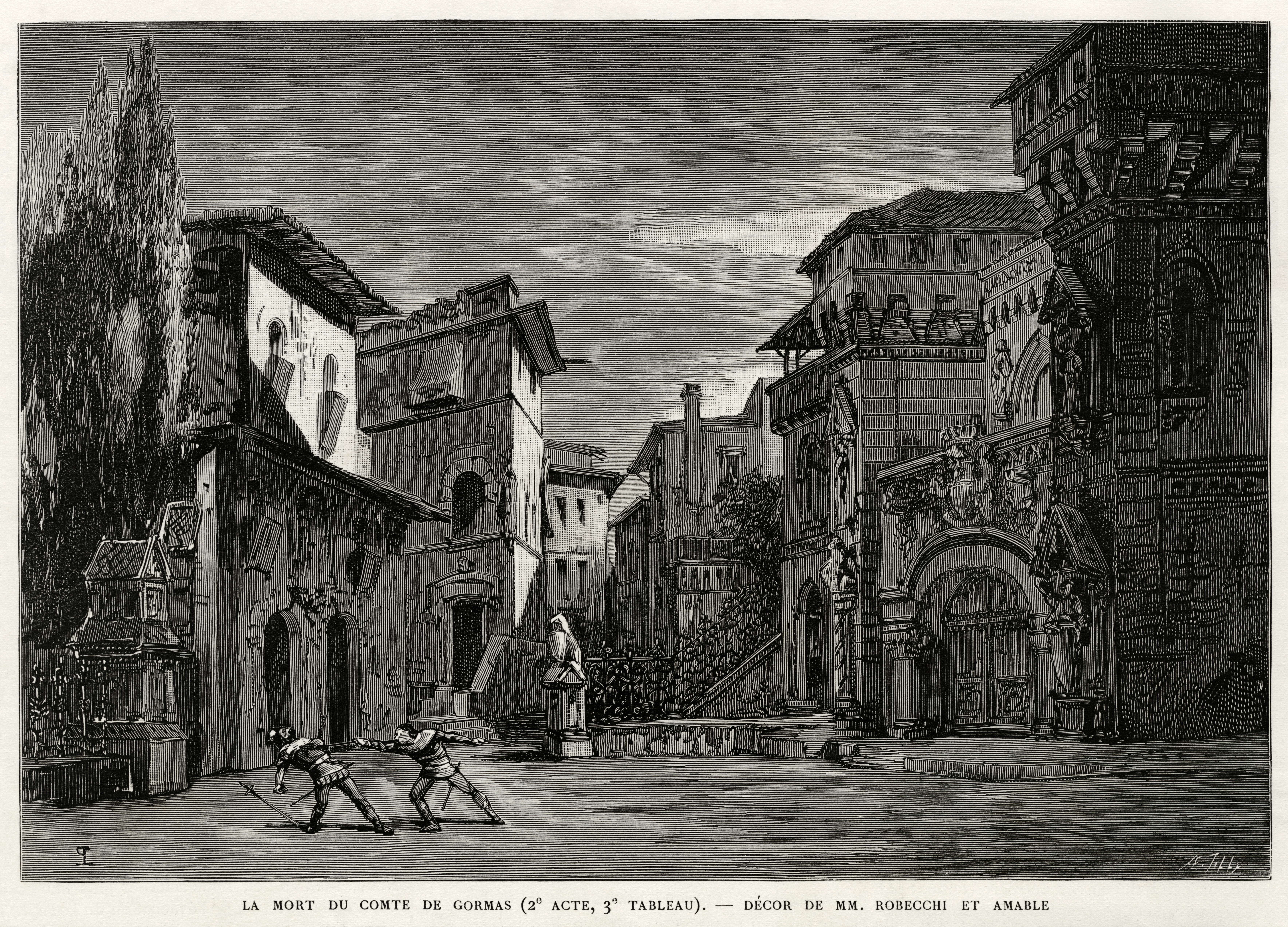
La morte di Gormas, atto 2, quadro 3 (scene di Robecchi e Amable), dall'articolo della prima dell'opera de L'Illustration

### Atto 2

#### Quadro 3
Una strada di Burgos di notte

Rodrigue si chiede se dovrebbe lasciarsi uccidere dal conte piuttosto che ucciderlo, per evitare la rabbia e l'odio di Chimène, ma conclude che deve più a suo padre che alla persona amata e che deve andare avanti e cercare vendetta . Nel duello successivo uccide rapidamente il conte. Una folla e un esultante Don Diègue arrivano sulla scena, ma quando Chimène si precipita a scoprire l'assassino di suo padre, sviene quando scopre la sua identità.

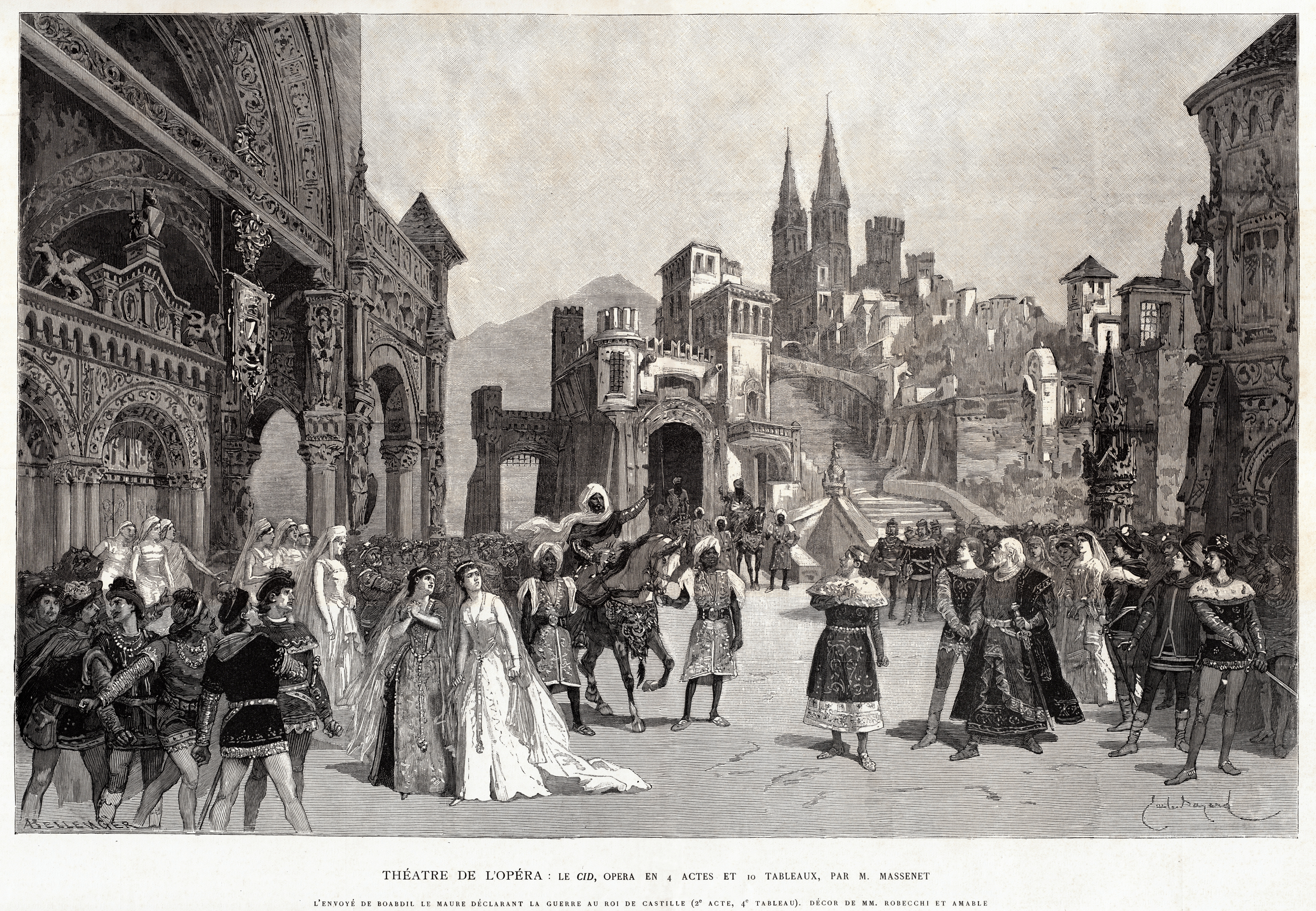
Atto 2, quadro 4: L'inviato di Boabdil dei Mori dichiara guerra al re di Castiglia. Scene di Robecchi e Amable.

#### Quadro 4
La piazza principale di Burgos. È una vivace giornata di primavera
L'Infanta distribuisce elemosine e segue una danza: balletto Castigliano, Andalusio, Aragonesie, Aubade, Catalano, Madrileno, Navarrese. Chimène chiede giustizia al re contro Rodrigue e non sentirà alcuna pietà o perdono per lui. Don Diègue dice che suo figlio lo ha solo vendicato e che dovrebbe sopportare l'accusa. L'Infanta sente le sue speranze perdute rivivere. Un inviato moresco porta una dichiarazione di guerra al re dal suo capo Boabdil, che è in marcia. Il re rimprovera Rodrigue per aver perso il capitano più coraggioso della Spagna e Don Diègue chiede a suo figlio di prendere il posto del conte morto in battaglia. Rodrigue chiede al re un giorno di grazia - il tempo di tornare vittorioso. Il re acconsente e il popolo accusa Rodrigue mentre Chimène nella disperazione continua a chiedere giustizia.

### Atto 3

#### Quadro 5
Camera di Chimène, notte.
Chimène lascia il posto al dolore ("Pleurez! Pleurez mes yeux ...") per il suo dilemma. Rodrigue sembra dire addio ma è triste per aver dovuto andare in battaglia con l'odio di lei dietro di lui. Mentre parte, lei lo invita a coprirsi di gloria per diminuire i suoi peccati e dimenticare il passato. Fugge, vergognandosi di aver concesso qualche speranza di perdono all'assassino di suo padre.

#### Quadro 6
Campo di Rodrigue.

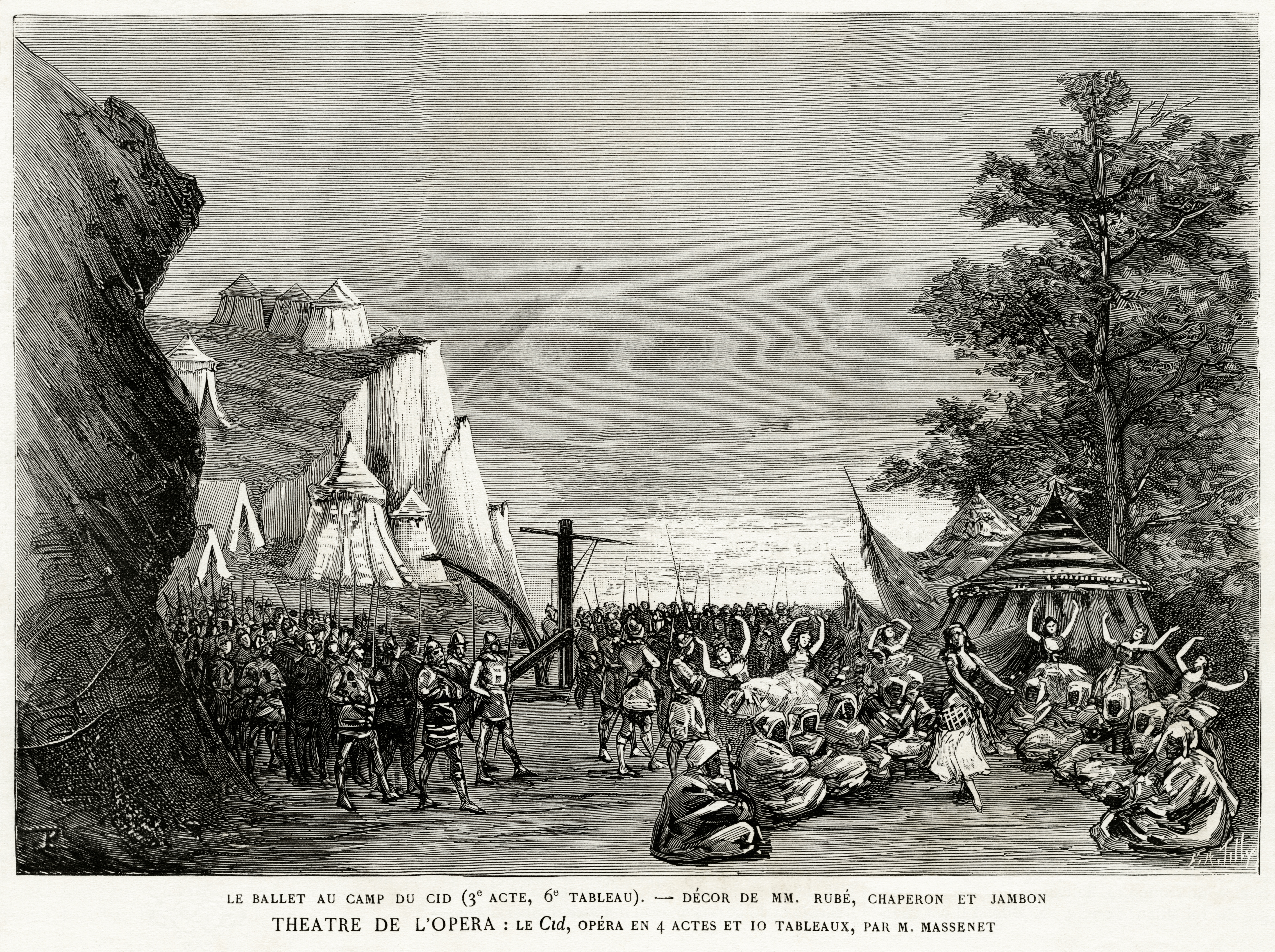
Atto 3, quadro 6: Il balletto al campo di Le Cid. Sscene di Rubé, Chaperon e Jambon.

Di sera gli ufficiali e i soldati della Navarra e della Castiglia bevono e cantano. Prigionieri e musicisti moreschi attendono da un lato. Dopo una canzone da ubriachi e una rapsodia moresca alcuni soldati vogliono andarsene, affrontati da un esercito di Mori così grande.

#### Quadro 7
La tenda di Rodrigue.
Rodrigue fa una fervente preghiera ("Ô souverain, ô juge, ô père") a cui risponde l'immagine di Saint Jacques che annuncia che sarà vittorioso. Tra tuoni e lampi la tenda scompare.

#### Quadro 8
Il campo ~ la battaglia.
All'alba i soldati corrono in gruppo, le fanfare suonano e tutti si precipitano fuori, la vittoria promessa da Rodrigue.

### Atto 4

#### Quadro 9
Una stanza nel palazzo reale di Grenada
I soldati disertori raccontano a Don Diègue che Rodrigue è stato ucciso in battaglia, ma egli li butta fuori. È più contento della fine nobile e coraggiosa che rattristato dalla morte di suo figlio. L'Infanta e Chimène apprendono la notizia con disperazione e tutti e tre piangono Rodrigue. Chimène giura loro che lei lo amava ancora e che lui credeva di essere amarto mentre moriva. Le fanfare in lontananza e gli applausi in città la avvertono che Rodrigue vive ancora.

#### Quadro 10
Cortile reale di Granada
La folla acclama Rodrigue, viene chiamato Le Cid dai capi della brughiera sconfitta. Il re gli offre ricompense, ma Rodrigue risponde che solo Chimène può fissare il suo destino. Dato che lei non può perdonarlo né chiedere la sua punizione, sarà egli stesso a fare giustizia ed estrae la spada per uccidersi. Chimène esita e lo perdona con una dichiarazione d'amore e l'opera finisce tra l'esultanza generale.

## Arie famose
- Rodrigue: "O noble lame étincelante"
- Chimène: "Pleurez, pleurez mes yeux"
- Rodrigue: "O souverain, o juge, o père"